# Tortula husnotii
Tortula husnotii là một loài Rêu trong họ Pottiaceae. Loài này được (Schimp. ex Besch.) Broth. miêu tả khoa học đầu tiên năm 1902.